# 周永务
周永务（1964年—），男，享受国务院特殊津贴专家，华南理工大学教授。

## 生平
1985年7月毕业于安徽师范大学数学系，1987年10月于西北工业大学应用数学系获硕士学位，2002年6月于合肥工业大学管理学院获博士学位。1987年11月起任教于合肥工业大学，历任数力系助教、讲师、副教授，理学院教授，管理学院教授。2000年7月至2001年1月，在新加坡国立大学计算机学院从事合作研究。2002年10月至2003年9月，在香港城市大学管理科学系从事合作研究。2008年3月调至华南理工大学，现任华南理工大学工商管理学院副院长、教授、博士生导师。

## 学术贡献
主要从事物流与供应链管理、库存控制与管理、数据驱动运作管理、供应链金融、共享经济等领域的研究工作，主持国家自然科学基金重点项目、国家自然科学基金面上项目、国家863计划、教育部新世纪优秀人才支持计划项目等课题20多项，发表论文200多篇。

## 学术兼职
教育部高等学校教学指导委员会委员，中国系统工程学会理事，中国运筹学会随机运作管理分会常务理事会，中国运筹学会不确定性系统分会常务理事，中国自动化学会经济与管理专业委员会委员。

## 奖励与荣誉
- 1996年，获原机械工业部青年教师教书育人特等奖
- 2000年，获霍英东教育基金会青年教师奖（教学类）三等奖
- 2005年，获全国优秀博士学位论文奖[4]
- 2006年，获国家科技进步二等奖（第五完成人）[5]
- 2007年，获安徽省青年科技奖
- 2008年，获教育部高等学校自然科学一等奖（第二完成人）[6]
- 2008年，获广东省哲学社会科学优秀成果奖一等奖
- 2013年，获第六届高等学校人文社科优秀成果奖三等奖（第一完成人）[7]
- 2015年，获第七届高等学校人文社科优秀成果奖二等奖（第二完成人）、三等奖（第一完成人）[8]
- 2017年，获广东省哲学社会科学优秀成果一等奖[9]